# Férfi kosárlabdatorna a 2011. évi nyári európai ifjúsági olimpiai fesztiválon
A 2011. évi nyári európai ifjúsági olimpiai fesztiválon a férfi kosárlabda mérkőzéseket július 25. és július 29. között rendezték Trabzonban.

## Érmesek
| A 2011. évi nyári európai ifjúsági olimpiai fesztivál érmesei férfi kosárlabdában | A 2011. évi nyári európai ifjúsági olimpiai fesztivál érmesei férfi kosárlabdában | A 2011. évi nyári európai ifjúsági olimpiai fesztivál érmesei férfi kosárlabdában | A 2011. évi nyári európai ifjúsági olimpiai fesztivál érmesei férfi kosárlabdában |
| --- | --- | --- | --------------------------------------------------------------------------------- |
| Arany | Ezüst | Bronz |                                                                                   |
| Litvánia · Tautvydas Paliukenas · Antanas Krimelis · Domantas Sabonis · Dominykas Zupkauskas · Deividas Zemgulis · Domantas Pavlovskis · Raimundas Zuklevicius · Edvinas Rupkus · Mantas Montvila · Kasparas Krasauskas · Mantas Serksnas · Aidas Einikis | Szerbia · Aleksa Jugovic · Dejan Davidovac · Andrija Simovic · Aleksandar Bursac · Ognjen Vasiljevic · Rade Zagorac · Ivan Daskalovic · Nemanja Doravic · Jovan Starincevic · Andrija Sarenac · Aleksander Ililic · Milenko Veljkovic | Törökország · Ogulcan Baykan · Baris Yurteri · Ates Ozkaraduman · Berk Ugurlu · Cevahir Sonmez · Erris Nushi · Onur Baygur · Hakan Pomakoglu · Dogukan Tekfidan · Oguzhan Cakmak · Gorkem Gumuscekicci · Cumali Dizidar |                                                                                   |

## Csoportkör

### A csoport
| Csapat      | M | Gy | V | P+  | P–  | Pk  | P |
| ----------- | - | -- | - | --- | --- | --- | - |
| Szerbia     | 3 | 2  | 1 | 267 | 171 | +96 | 5 |
| Törökország | 3 | 2  | 1 | 223 | 219 | +4  | 5 |
| Montenegró  | 3 | 2  | 1 | 223 | 258 | -35 | 5 |
| Lettország  | 3 | 0  | 3 | 233 | 298 | -65 | 3 |

| július 25. 14:15 | Szerbia                                | 92–46 | Montenegró         | Trabzon, Hayri Sports Hall Játékvezetők: Sergey Belyakov (RUS) |
| július 25. 14:15 | (21:4, 24:20, 27:14, 20:8) Jegyzőkönyv |       |                    | Trabzon, Hayri Sports Hall Játékvezetők: Sergey Belyakov (RUS) |
| július 25. 14:15 | Nemanja Doravic 22                     | Pont  | Damir Alihodlic 14 | Trabzon, Hayri Sports Hall Játékvezetők: Sergey Belyakov (RUS) |

| július 25. 18:25 | Törökország                             | 85–80 | Lettország       | Trabzon, Hayri Sports Hall Játékvezetők: Andrius Maleckas (LTH) |
| július 25. 18:25 | (25:8, 22:23, 23:28, 15:21) Jegyzőkönyv |       |                  | Trabzon, Hayri Sports Hall Játékvezetők: Andrius Maleckas (LTH) |
| július 25. 18:25 | Ogulcan Baykan 21                       | Pont  | Artis Arnitis 21 | Trabzon, Hayri Sports Hall Játékvezetők: Andrius Maleckas (LTH) |

| július 26. 14:10 | Lettország                               | 55–107 | Szerbia            | Trabzon, Hayri Sports Hall Játékvezetők: Andrius Maleckas (LTH) |
| július 26. 14:10 | (17:32, 16:17, 11:35, 11:23) Jegyzőkönyv |        |                    | Trabzon, Hayri Sports Hall Játékvezetők: Andrius Maleckas (LTH) |
| július 26. 14:10 | Rudolfs Stradnieks 19                    | Pont   | Nemanja Doravic 22 | Trabzon, Hayri Sports Hall Játékvezetők: Andrius Maleckas (LTH) |

| július 26. 18:30 | Montenegró                               | 71–68 | Törökország    | Trabzon, Hayri Sports Hall Játékvezetők: Anastasios Manos (GRE) |
| július 26. 18:30 | (17:14, 22:20, 15:19, 17:15) Jegyzőkönyv |       |                | Trabzon, Hayri Sports Hall Játékvezetők: Anastasios Manos (GRE) |
| július 26. 18:30 | Stefan Kasalica 16                       | Pont  | Berk Ugurlu 21 | Trabzon, Hayri Sports Hall Játékvezetők: Anastasios Manos (GRE) |

| július 27. 14:20 | Lettország                                                       | 98–106 | Montenegró       | Trabzon, Hayri Sports Hall Játékvezetők: Laurent Beck (BEL) |
| július 27. 14:20 | (13:21, 12:22, 22:9, 17:12, 10:10, 9:9, 11:11, 4:12) Jegyzőkönyv |        |                  | Trabzon, Hayri Sports Hall Játékvezetők: Laurent Beck (BEL) |
| július 27. 14:20 | Davis Zonne 27                                                   | Pont   | Zoran Nikolic 24 | Trabzon, Hayri Sports Hall Játékvezetők: Laurent Beck (BEL) |

| július 27. 19:15 | Szerbia                                  | 68–70 | Törökország                      | Trabzon, Hayri Sports Hall Játékvezetők: Alexander Romanov (RUS) |
| július 27. 19:15 | (23:17, 14:11, 15:18, 16:24) Jegyzőkönyv |       |                                  | Trabzon, Hayri Sports Hall Játékvezetők: Alexander Romanov (RUS) |
| július 27. 19:15 | Andrija Simovic 21                       | Pont  | Onur Baygur 16 Ogulcan Baykan 16 | Trabzon, Hayri Sports Hall Játékvezetők: Alexander Romanov (RUS) |

### B csoport
| Csapat      | M | Gy | V | P+  | P–  | Pk   | P |
| ----------- | - | -- | - | --- | --- | ---- | - |
| Litvánia    | 3 | 3  | 0 | 229 | 161 | +68  | 6 |
| Görögország | 3 | 2  | 1 | 228 | 188 | +40  | 5 |
| Oroszország | 3 | 1  | 2 | 200 | 184 | +16  | 4 |
| Észtország  | 3 | 0  | 3 | 137 | 261 | -124 | 3 |

| július 25. 12:10 | Litvánia                                 | 70–66 | Görögország                  | Trabzon, Hayri Sports Hall Játékvezetők: Alper Ozgok (TUR) |
| július 25. 12:10 | (14:13, 18:20, 16:20, 22:13) Jegyzőkönyv |       |                              | Trabzon, Hayri Sports Hall Játékvezetők: Alper Ozgok (TUR) |
| július 25. 12:10 | Antanas Krimelis 24                      | Pont  | Konstantinos Fakopoulidis 18 | Trabzon, Hayri Sports Hall Játékvezetők: Alper Ozgok (TUR) |

| július 25. 16:15 | Oroszország                              | 72–52 | Észtország  | Trabzon, Hayri Sports Hall Játékvezetők: Vlademir Veskovic (SER) |
| július 25. 16:15 | (16:11, 16:15, 15:13, 25:13) Jegyzőkönyv |       |             | Trabzon, Hayri Sports Hall Játékvezetők: Vlademir Veskovic (SER) |
| július 25. 16:15 | Alexey Zherdev 13                        | Pont  | Ken Lill 12 | Trabzon, Hayri Sports Hall Játékvezetők: Vlademir Veskovic (SER) |

| július 26. 12:00 | Észtország                             | 38–100 | Litvánia          | Trabzon, Hayri Sports Hall Játékvezetők: Miroslav Kaluderovic (MNE) |
| július 26. 12:00 | (15:18, 4:31, 8:23, 11:28) Jegyzőkönyv |        |                   | Trabzon, Hayri Sports Hall Játékvezetők: Miroslav Kaluderovic (MNE) |
| július 26. 12:00 | Jurgen Kukk 12                         | Pont   | Edvinas Rupkus 18 | Trabzon, Hayri Sports Hall Játékvezetők: Miroslav Kaluderovic (MNE) |

| július 26. 16:20 | Oroszország                              | 71–73 | Görögország                  | Trabzon, Hayri Sports Hall Játékvezetők: Elýf Inci (TUR) |
| július 26. 16:20 | (16:21, 23:16, 13:19, 19:17) Jegyzőkönyv |       |                              | Trabzon, Hayri Sports Hall Játékvezetők: Elýf Inci (TUR) |
| július 26. 16:20 | Aleksandr Gavrilov 20                    | Pont  | Konstantinos Fakopoulidis 16 | Trabzon, Hayri Sports Hall Játékvezetők: Elýf Inci (TUR) |

| július 27. 12:00 | Görögország                             | 89–47 | Észtország      | Trabzon, Hayri Sports Hall Játékvezetők: Marcis Senkevics (LAT) |
| július 27. 12:00 | (28:14, 21:7, 17:15, 23:11) Jegyzőkönyv |       |                 | Trabzon, Hayri Sports Hall Játékvezetők: Marcis Senkevics (LAT) |
| július 27. 12:00 | Bebis Vaggelis 19                       | Pont  | Silver Jurno 16 | Trabzon, Hayri Sports Hall Játékvezetők: Marcis Senkevics (LAT) |

| július 27. 17:05 | Oroszország                            | 57–59 | Litvánia            | Trabzon, Hayri Sports Hall Játékvezetők: Ali Sakaci (TUR) |
| július 27. 17:05 | (17:22, 21:4, 10:18, 9:15) Jegyzőkönyv |       |                     | Trabzon, Hayri Sports Hall Játékvezetők: Ali Sakaci (TUR) |
| július 27. 17:05 | Andrey Korolyatin 17                   | Pont  | Antanas Krimelis 23 | Trabzon, Hayri Sports Hall Játékvezetők: Ali Sakaci (TUR) |

## Az 5–8. helyért
| július 28. 09:55 | Montenegró                              | 66–54 | Észtország                       | Trabzon, Hayri Sports Hall Játékvezetők: Alexander Romanov (RUS) |
| július 28. 09:55 | (17:6, 10:12, 18:19, 21:17) Jegyzőkönyv |       |                                  | Trabzon, Hayri Sports Hall Játékvezetők: Alexander Romanov (RUS) |
| július 28. 09:55 | Stefan Kasalica 20                      | Pont  | Silver Jurno 13 Andres Andrei 13 | Trabzon, Hayri Sports Hall Játékvezetők: Alexander Romanov (RUS) |

| július 28. 12:15 | Oroszország                              | 65–72 | Lettország       | Trabzon, Hayri Sports Hall Játékvezetők: Alper Ozgpk (TUR) |
| július 28. 12:15 | (19:14, 22:19, 11:20, 13:19) Jegyzőkönyv |       |                  | Trabzon, Hayri Sports Hall Játékvezetők: Alper Ozgpk (TUR) |
| július 28. 12:15 | Alexey Zherdev 20                        | Pont  | Artis Arnitis 22 | Trabzon, Hayri Sports Hall Játékvezetők: Alper Ozgpk (TUR) |

### A 7. helyért
| július 29. 10:10 | Észtország                               | 64–71 | Oroszország      | Trabzon, Hayri Sports Hall Játékvezetők: Sami Ozel (TUR) |
| július 29. 10:10 | (12:22, 12:15, 16:18, 24:16) Jegyzőkönyv |       |                  | Trabzon, Hayri Sports Hall Játékvezetők: Sami Ozel (TUR) |
| július 29. 10:10 | Silver Jurno 26                          | Pont  | Maxim Morozov 17 | Trabzon, Hayri Sports Hall Játékvezetők: Sami Ozel (TUR) |

### Az 5. helyért
| július 29. 12:10 | Montenegró                              | 61–70 | Lettország            | Trabzon, Hayri Sports Hall Játékvezetők: Sergey Belyakov (RUS) |
| július 29. 12:10 | (20:16, 11:21, 16:8, 14:25) Jegyzőkönyv |       |                       | Trabzon, Hayri Sports Hall Játékvezetők: Sergey Belyakov (RUS) |
| július 29. 12:10 | Stefan Kasalica 15                      | Pont  | Rudolfs Stradnieks 16 | Trabzon, Hayri Sports Hall Játékvezetők: Sergey Belyakov (RUS) |

## Elődöntők
| július 28. 14:20 | Litvánia                                | 75–50 | Törökország    | Trabzon, Hayri Sports Hall Játékvezetők: Anastasios Manos (GRE) |
| július 28. 14:20 | (20:12, 22:15, 12:14, 21:9) Jegyzőkönyv |       |                | Trabzon, Hayri Sports Hall Játékvezetők: Anastasios Manos (GRE) |
| július 28. 14:20 | Antanas Krimelis 21                     | Pont  | Berk Ugurlu 13 | Trabzon, Hayri Sports Hall Játékvezetők: Anastasios Manos (GRE) |

| július 28. 16:35 | Szerbia                                 | 62–59 | Görögország          | Trabzon, Hayri Sports Hall Játékvezetők: Ali Sakaci (TUR) |
| július 28. 16:35 | (10:18, 26:8, 10:13, 16:20) Jegyzőkönyv |       |                      | Trabzon, Hayri Sports Hall Játékvezetők: Ali Sakaci (TUR) |
| július 28. 16:35 | Nemanja Doravic 16                      | Pont  | Dimitris Mantzios 13 | Trabzon, Hayri Sports Hall Játékvezetők: Ali Sakaci (TUR) |

## Bronzmérkőzés
| július 29. 14:25 | Törökország                             | 71–62 | Görögország          | Trabzon, Hayri Sports Hall Játékvezetők: Miroslav Kaluderovic (MNE) |
| július 29. 14:25 | (18:13, 21:15, 8:14, 24:20) Jegyzőkönyv |       |                      | Trabzon, Hayri Sports Hall Játékvezetők: Miroslav Kaluderovic (MNE) |
| július 29. 14:25 | Ogulcan Baykan 23                       | Pont  | Georgios Pilitsis 17 | Trabzon, Hayri Sports Hall Játékvezetők: Miroslav Kaluderovic (MNE) |

## Döntő
| július 29. 16:45 | Litvánia                                 | 86–79 | Szerbia                              | Trabzon, Hayri Sports Hall Játékvezetők: Elýf Inci (TUR) |
| július 29. 16:45 | (22:19, 24:15, 14:17, 26:28) Jegyzőkönyv |       |                                      | Trabzon, Hayri Sports Hall Játékvezetők: Elýf Inci (TUR) |
| július 29. 16:45 | Tautvydas Paliukenas 27                  | Pont  | Aleksa Jugovic 14 Dejan Davidovac 14 | Trabzon, Hayri Sports Hall Játékvezetők: Elýf Inci (TUR) |

## Végeredmény
| Helyezés | Csapat      | M | Gy | V | P+  | P–  | Pk   | P |  |
| -------- | ----------- | - | -- | - | --- | --- | ---- | - |  |
| Arany    | Litvánia    | 5 | 4  | 1 | 390 | 290 | +100 | 9 |  |
| Ezüst    | Szerbia     | 5 | 3  | 2 | 408 | 316 | +92  | 8 |  |
| Bronz    | Törökország | 5 | 3  | 2 | 344 | 356 | -12  | 8 |  |
| 4.       | Görögország | 5 | 3  | 2 | 349 | 321 | +28  | 8 |  |
|          |             |   |    |   |     |     |      |   |  |
| 5.       | Lettország  | 5 | 4  | 1 | 375 | 424 | -49  | 9 |  |
| 6.       | Montenegró  | 5 | 2  | 3 | 350 | 382 | -32  | 7 |  |
| 7.       | Oroszország | 5 | 1  | 4 | 336 | 320 | +16  | 6 |  |
| 8.       | Észtország  | 5 | 0  | 5 | 255 | 398 | -143 | 5 |  |